# زیردریایی کریول (کیو۱۹۳)
زیردریایی کریول (کیو۱۹۳) (به انگلیسی: French submarine Créole (Q193)) یک زیردریایی است که طول آن ۷۳٫۵ متر (۲۴۱ فوت) می‌باشد. این زیردریایی در سال ۱۹۴۰ ساخته شد.